# Francesca Pons Pons
Francesca Pons Pons (Ciutadella, 1959 -) és una metgessa i investigadora menorquina especialitzada en medicina nuclear.

## Biografia
Es va llicenciar en Medicina per la Universitat Autònoma de Barcelona el 1982 i va obtenir el doctorat en Medicina i Cirurgia cinc anys més tard. Des de 1985 ha desenvolupat tant activitat investigadora i docent com assistencial.
Bona part de la seva trajectòria professional l'ha dedicada a investigar en l'àmbit de la medicina nuclear, en especial les seves aplicacions en el diagnòstic i la terapèutica en oncologia. És responsable de l'equip de recerca de Diagnòstic i Terapèutica en Oncologia de l'IDIBAPS i del grup "Imatge Molecular en Medicina Nuclear". Ha participat en 15 projectes de recerca competitius, ha dirigit més de 10 tesis i té multitud de publicacions i contribucions a congressos.
Paral·lelament a l'activitat investigadora, s'ha dedicat a la docència. És catedràtica de Radiologia i Medicina Física de la Universitat de Barcelona i ha ocupat diversos càrrecs docents, d'entre d'ells el de directora de docència de l'Hospital Clínic de Barcelona, on ha desenvolupat tota l'activitat assistencial.
En reconeixement de tota la seva trajectòria professional, l'any 2019 va ser elegida membre de la Reial Acadèmia de Medicina de Catalunya, a la qual hi va ingressar el febrer de 2021, amb el discurs d'ingrés Medicina nuclear, de Marie Curie a la Teragnosi.